# Burg Ortenberg (Elsass)
Die Burg Ortenberg (französisch Château de l’Ortenbourg) ist eine mittelalterliche Burgruine bei Scherwiller im Elsass (Département Bas-Rhin), etwa sieben Kilometer nordwestlich von Sélestat (deutsch Schlettstadt).

## Lage
Die weithin sichtbare Anlage thront als Spornburg in 440 Meter Höhe am Ostrand der Vogesen auf einem nach Süden zur Oberrheinischen Tiefebene abfallenden Bergrücken. Sie überwacht den Ausgang des Weiler- und Lebertals. Erreichbar ist die offene Ruine in jeweils rund einer halben Stunde auf teils beschwerlichen Wanderwegen vom Gasthaus Hühnelmühl (Abzweig von D 35 in Richtung Châtenois/Kestenholz) oder dem Taennelkreuz nordwestlich von Scherwiller.

## Geschichte
Ortenberg wird im Jahr 1166 erstmals urkundlich erwähnt. Die Burg wurde von Rudolf von Habsburg im Interregnum neu errichtet. Im Jahr 1265 war die Burg bewohnbar, da ein Brief Rudolfs von dort überliefert ist. 1293 belagerte Landvogt Otto III. von Ochsenstein Ortenberg von der benachbarten Burg Ramstein aus. 1314 verkauften die Habsburger Burg und Dorf Scherweiler an die Straßburger Familie Müllenheim. 1374 wurde die Burg von lothringischen Truppen beschädigt. Im 15. Jahrhundert war Ortenberg zunächst Zankapfel zahlreicher Ganerben und sank in der Folge zum Raubritternest herab. Peter von Hagenbach, der Landvogt Karls des Kühnen, brachte die Burg 1470 an sich, doch wurde sie 1474 von den Straßburgern zurückerobert. 1562 wohnte ein Burgvogt des Nikolaus von Bollweiler, der die Burg 1551 erworben hatte, auf Ortenberg. 1633, im Dreißigjährigen Krieg, wurde die Burg von den Schweden zerstört.

## Anlage

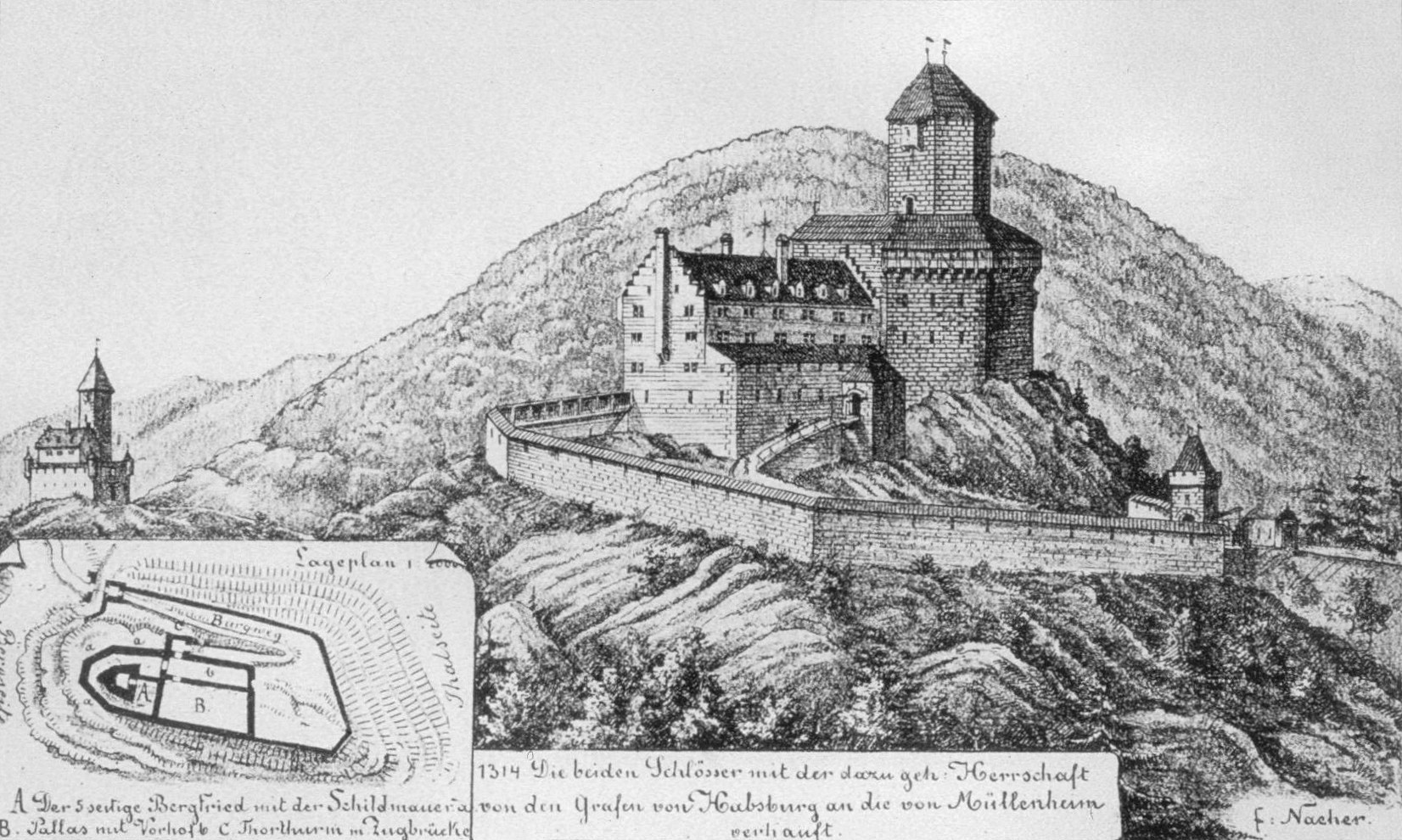
Die Burg Ortenberg zur Zeit der Herren von Müllenheim

Ortenberg gilt als Höhepunkt und Idealtypus des frühen gotischen Burgenbaus im Elsass. Die Kernburg erhebt sich auf einem Granitfelsen, der durch einen tiefen Halsgraben vom Massiv des Rittersberges abgetrennt ist. Direkt über dem Graben stellen sich die 18 Meter hohe, mehrfach geknickte und von Schießscharten durchbrochene Mantelmauer und der unmittelbar hinter ihr platzierte 30 Meter hohe, fünfeckige Bergfried dem potenziellen Angreifer entgegen. Beide Verteidigungsbauten schirmen den dahinter angeordneten zweigeschossigen Wohn- und Repräsentationsbau, dessen (teilweise ausgebrochene) frühgotische Maßwerkfenster sich zur Ebene öffnen. Zwischen Wohnbau und Bergfried stellte eine große Zisterne die Wasserversorgung der Burgbewohner sicher. Von der östlich und südlich vorgelagerten Vorburg sind nur die Umfassungsmauer und das äußere Burgtor erhalten. Als Baumaterial ist der anstehende Granit verwendet, nur die Fenstergewände sind aus Buntsandstein gefertigt.

## Sonstiges
Die Krüppel-Eichenwälder rund um die Ortenburg stehen mit ihren Vorkommen seltener thermophiler Pflanzen (z. B. Goldaster, Große Fetthenne) unter Naturschutz.